# Диндештиу Мик (Сату Маре)
Диндештиу Мик (рум. Dindeștiu Mic) насеље је у Румунији у округу Сату Маре у општини Петрешти. Oпштина се налази на надморској висини од 128 m.

## Становништво
Према подацима из 2011. године у насељу је живело 311 становника.